# غابة ذات قيمة حفظ عالية
الغابات ذات القيمة العالية للحفظ (HCVF) هي الغابات التي تعتبر حمايتها، في نظام إدارة الغابات في مجلس الإشراف على الغابات (FSC) ذات أهمية واضحة وحاسمة في الحفاظ على القيم البيئية والاجتماعية.
على وجه التحديد ، فإن الغابات ذات القيمة العالية للحفظ هي تلك التي تمتلك واحدة أو أكثر من السمات التالية:
1. مناطق الغابات التي تحتوي على أهمية عالمية أو إقليمية أو وطنية: تركيزات قيم التنوع البيولوجي (مثل التوطين، والأنواع المهددة بالانقراض .. )؛ و / أو الغابات الكبيرة على مستوى المناظر الطبيعية، الموجودة داخل وحدة الإدارة أو تحتوي عليها، حيث توجد مجموعات قابلة للحياة لمعظم الأنواع التي تحدث بشكل طبيعي إن لم يكن جميعها في أنماط التوزيع الطبيعية والوفرة
2. مناطق الغابات الموجودة في أو تحتوي على أنظمة إيكولوجية نادرة أو مهددة بالانقراض
3. مناطق الغابات التي توفر الخدمات الأساسية للطبيعة في المواقف الحرجة (مثل حماية مستجمعات المياه، ومكافحة التآكل)
4. مناطق الغابات ذات الضرورية لتلبية الاحتياجات الأساسية للمجتمعات المحلية (مثل الكفاف، الصحة) والحيوية للهوية الثقافية التقليدية للمجتمعات المحلية (المناطق ذات الأهمية الثقافية أو الإيكولوجية أو الاقتصادية أو الدينية المحددة بالتعاون مع هذه المجتمعات المحلية).[1]